# Hugo Ballivián
Hugo Ballivián Rojas (La Paz, Bolivia; 7 de junio de 1901-15 de julio de 1993) fue militar y político boliviano. Se encargó del Estado boliviano como presidente de Junta Militar de Gobierno desde el 16 de mayo de 1951 hasta el 11 de abril de 1952, también fue embajador de Bolivia en Francia y España.

## Biografía
Hugo Ballivián Rojas nació en la ciudad de La Paz el 7 de junio de 1901, sus padres fueron José María Ricardo Ballivián Yanguas y Concepción Rojas. 
A través de su padre descendía de una de las familias que pertenecía a la élite de la ciudad desde finales del siglo XVIII, entre sus ancestros estaban los coroneles españoles Ramón Ballivián y José Guerra Olazo. También estaba emparentado con los presidentes José Ballivián, Adolfo Ballivián, Pedro José Domingo de Guerra y José Gutiérrez Guerra, pero no descendía de ninguno de ellos.

Realizó sus estudios superiores en el Colegio Militar del Ejército, ocupó distintos cargos militares, los de: Jefe de Ejército en Campaña (en la guerra del Chaco), Comandante de la Región Militar N.º 1 de La Paz, Comandante del Colegio Militar y además fue agregado militar en distintas embajadas bolivianas.

## Presidente de Bolivia
Fue elegido por la Junta Militar para ocupar el cargo de presidente, cargo que se daba, siempre, al Comandante del Ejército (en ese entonces Ovidio Quiroga Ochoa), hecho del cual no se dio razón. Asumió el cargo el 16 de junio de 1951, día en el que se dispuso la anulación de las elecciones (realizadas el pasado 6 de junio del mismo año), además fue decretado el estado de sitio y dio inicio una persecución a la militancia movimientista.
Muchos de sus ministros quisieron expulsarlo del cargo (especialmente el de trabajo) ya que la mayoría de ellos se consideraban "presidenciables".

### Gabinete ministerial
Durante su gobierno de algo más de 10 meses, alrededor de 10 ministros acompañaron la gestión del presidente Hugo Ballivían Rojas en 10 diferentes ministerios. El gabinete ministerial estuvo enteramente conformado solo por militares.
El 16 de mayo de 1951, el presidente posesionó a sus nuevos ministros de estado, mediante Decreto Supremo N.º 2545, de los cuales unos 3 ministros tenían el grado de General de Brigada, otros 3 tenían el grado de Coronel y los últimos 3 el grado de teniente coronel.
| Cargo                                             | Nombre                              | Periodo                                  | Duración en el Cargo |
| ------------------------------------------------- | ----------------------------------- | ---------------------------------------- | -------------------- |
| Ministro de Relaciones Exteriores y Culto         | Cnl. Tomás Antonio Suárez           | 16 de mayo de 1951 - 11 de abril de 1952 | 10 meses y 26 días   |
| Ministro de Defensa Nacional                      | Gral. Brig. Francisco Careaga Lanza | 18 de mayo de 1951 - 11 de abril de 1952 | 10 meses y 24 días   |
| Ministro de Gobierno, Justicia e Inmigración      | Gral. Brig. Antonio Seleme Vargas   | 16 de mayo de 1951 - 11 de abril de 1952 | 10 meses y 26 días   |
| Ministro de Hacienda y Estadística                | Tcnl. Luis Martínez                 | 16 de mayo de 1951 - 11 de abril de 1952 | 10 meses y 26 días   |
| Ministro de Economía Nacional                     | Cnl. Carlos Montero                 | 16 de mayo de 1951 - 11 de abril de 1952 | 10 meses y 26 días   |
| Ministro de Obras Públicas y Comunicaciones       | Gral. Brig Donato Cardozo           | 16 de mayo de 1951 - 11 de abril de 1952 | 10 meses y 26 días   |
| Ministro de Educación y Asuntos Indigenales       | Tcnl. Carlos Ocampo                 | 16 de mayo de 1951 - 11 de abril de 1952 | 10 meses y 26 días   |
| Ministro del Trabajo y Previsión Social           | Tcnl Sergio Sánchez                 | 16 de mayo de 1951 - 11 de abril de 1952 | 10 meses y 26 días   |
| Ministro de Salubridad                            | Cnl. Valentín Gómez                 | 16 de mayo de 1951 - 11 de abril de 1952 | 10 meses y 26 días   |
| Ministro de Agricultura, Ganadería y Colonización | Tcnl. Facundo Moreno Suárez         | 16 de mayo de 1951 - 11 de abril de 1952 | 10 meses y 26 días   |

## Datos estadísticos

### Demografía
| Población de Bolivia durante el gobierno de Hugo Ballivián Rojas | Población de Bolivia durante el gobierno de Hugo Ballivián Rojas |
| Año                                                              | Habitantes                                                       |
| ---------------------------------------------------------------- | ---------------------------------------------------------------- |
| 1951                                                             | 2 777 598                                                        |
| 1952                                                             | 2 851 031                                                        |